# BW373U86
(+)BW373U86は、オピオイド系の鎮痛剤であり、科学研究に用いられる。
BW373U86は、δ-オピオイド受容体の選択的アゴニストであり、δ-オピオイドに対するアフィニティが、μ-オピオイド受容体に対するものよりも約15倍も強い。動物実験では、強い鎮痛剤効果、抗うつ薬効果を持ち、ラットの実験では、BW373U86は虚血の状況下で心筋細胞をアポトーシスから保護するのが観察された。このメカニズムは複雑で、δ-アゴニスト効果とは別のものである可能性もある。